# 20e étape du Tour d'Espagne 2014
La 20e étape du Tour d'Espagne 2014 a lieu le samedi 13 septembre 2014, entre la ville de Santo Estevo de Ribas de Sil (es) et le Puerto de Ancares, sur une distance de 185,7 km.

## Résultats

### Classement de l'étape
|    | Coureur            | Pays        | Équipe        |    | Temps           |
| -- | ------------------ | ----------- | ------------- | -- | --------------- |
| 1  | Alberto Contador   | Espagne     | Tinkoff-Saxo  | en | 5 h 11 min 43 s |
| 2  | Christopher Froome | Royaume-Uni | Sky           | +  | 16 s            |
| 3  | Alejandro Valverde | Espagne     | Movistar      |    | 57 s            |
| 4  | Joaquim Rodríguez  | Espagne     | Katusha       |    | 1 min 18 s      |
| 5  | Fabio Aru          | Italie      | Astana        |    | 1 min 21 s      |
| 6  | Warren Barguil     | France      | Giant-Shimano |    | 2 min 51 s      |
| 7  | Giampaolo Caruso   | Italie      | Katusha       |    | 2 min 55 s      |
| 8  | Samuel Sánchez     | Espagne     | BMC Racing    |    | 2 min 58 s      |
| 9  | Daniel Navarro     | Espagne     | Cofidis       |    | 3 min 15 s      |
| 10 | Damiano Caruso     | Italie      | Cannondale    |    | 3 min 20 s      |

### Points attribués
|   | Cycliste           | Pays     | Équipe                  | Points |
| - | ------------------ | -------- | ----------------------- | ------ |
| 1 | Jérôme Coppel      | France   | Cofidis                 | 4      |
| 2 | Wout Poels         | Pays-Bas | Omega Pharma-Quick Step | 2      |
| 3 | Przemysław Niemiec | Pologne  | Lampre-Merida           | 1      |

|   | Cycliste            | Pays        | Équipe        | Points |
| - | ------------------- | ----------- | ------------- | ------ |
| 1 | Przemysław Niemiec  | Pologne     | Lampre-Merida | 4      |
| 2 | Christopher Froome  | Royaume-Uni | Sky           | 2      |
| 3 | Kanstantsin Siutsou | Biélorussie | Sky           | 1      |

|    | Cycliste                 | Pays        | Équipe        | Points |
| -- | ------------------------ | ----------- | ------------- | ------ |
| 1  | Alberto Contador         | Espagne     | Tinkoff-Saxo  | 25     |
| 2  | Christopher Froome       | Royaume-Uni | Sky           | 20     |
| 3  | Alejandro Valverde       | Espagne     | Movistar      | 16     |
| 4  | Joaquim Rodríguez        | Espagne     | Katusha       | 14     |
| 5  | Fabio Aru                | Italie      | Astana        | 12     |
| 6  | Warren Barguil           | France      | Giant-Shimano | 10     |
| 7  | Giampaolo Caruso         | Italie      | Katusha       | 9      |
| 8  | Samuel Sánchez           | Espagne     | BMC Racing    | 8      |
| 9  | Daniel Navarro           | Espagne     | Cofidis       | 7      |
| 10 | Damiano Caruso           | Italie      | Cannondale    | 6      |
| 11 | Daniel Martin            | Irlande     | Garmin-Sharp  | 5      |
| 12 | Daniel Moreno            | Espagne     | Katusha       | 4      |
| 13 | Jesús Hernández Blázquez | Espagne     | Tinkoff-Saxo  | 3      |
| 14 | Dominik Nerz             | Allemagne   | BMC Racing    | 2      |
| 15 | Wilco Kelderman          | Pays-Bas    | Belkin        | 1      |

### Cols et côtes
|   | Cycliste       | Pays     | Équipe                  | Points |
| - | -------------- | -------- | ----------------------- | ------ |
| 1 | Wout Poels     | Pays-Bas | Omega Pharma-Quick Step | 5      |
| 2 | Maxime Méderel | France   | Europcar                | 3      |
| 3 | Jérôme Coppel  | France   | Cofidis                 | 1      |

|   | Cycliste           | Pays     | Équipe                  | Points |
| - | ------------------ | -------- | ----------------------- | ------ |
| 1 | Przemysław Niemiec | Pologne  | Lampre-Merida           | 5      |
| 2 | Jérôme Coppel      | France   | Cofidis                 | 3      |
| 3 | Wout Poels         | Pays-Bas | Omega Pharma-Quick Step | 1      |

|   | Cycliste            | Pays        | Équipe        | Points |
| - | ------------------- | ----------- | ------------- | ------ |
| 1 | Przemysław Niemiec  | Pologne     | Lampre-Merida | 10     |
| 2 | Maxime Méderel      | France      | Europcar      | 6      |
| 3 | Jérôme Coppel       | France      | Cofidis       | 4      |
| 4 | Kanstantsin Siutsou | Biélorussie | Sky           | 2      |
| 5 | Alberto Contador    | Espagne     | Tinkoff-Saxo  | 1      |

|   | Cycliste           | Pays        | Équipe        | Points |
| - | ------------------ | ----------- | ------------- | ------ |
| 1 | Alberto Contador   | Espagne     | Tinkoff-Saxo  | 20     |
| 2 | Christopher Froome | Royaume-Uni | Sky           | 15     |
| 3 | Alejandro Valverde | Espagne     | Movistar      | 10     |
| 4 | Joaquim Rodríguez  | Espagne     | Katusha       | 6      |
| 5 | Fabio Aru          | Italie      | Astana        | 4      |
| 6 | Warren Barguil     | France      | Giant-Shimano | 2      |

## Classements à l'issue de l'étape

### Classement général
|    | Cycliste           | Pays        | Équipe        |    | Temps            |
| -- | ------------------ | ----------- | ------------- | -- | ---------------- |
| 1  | Alberto Contador   | Espagne     | Tinkoff-Saxo  | en | 81 h 12 min 13 s |
| 2  | Christopher Froome | Royaume-Uni | Sky           | +  | 1 min 37 s       |
| 3  | Alejandro Valverde | Espagne     | Movistar      |    | 2 min 35 s       |
| 4  | Joaquim Rodríguez  | Espagne     | Katusha       |    | 3 min 57 s       |
| 5  | Fabio Aru          | Italie      | Astana        |    | 4 min 46 s       |
| 6  | Samuel Sánchez     | Espagne     | BMC Racing    |    | 10 min 07 s      |
| 7  | Daniel Martin      | Irlande     | Garmin-Sharp  |    | 10 min 24 s      |
| 8  | Warren Barguil     | France      | Giant-Shimano |    | 12 min 13 s      |
| 9  | Daniel Navarro     | Espagne     | Cofidis       |    | 13 min 09 s      |
| 10 | Damiano Caruso     | Italie      | Cannondale    |    | 13 min 15 s      |

### Classement par points
|   | Cycliste           | Pays      | Équipe        | Points |
| - | ------------------ | --------- | ------------- | ------ |
| 1 | John Degenkolb     | Allemagne | Giant-Shimano | 169    |
| 2 | Alejandro Valverde | Espagne   | Movistar      | 146    |
| 3 | Alberto Contador   | Espagne   | Tinkoff-Saxo  | 145    |

### Classement du meilleur grimpeur
|   | Cycliste           | Pays    | Équipe                 | Points |
| - | ------------------ | ------- | ---------------------- | ------ |
| 1 | Luis León Sánchez  | Espagne | Caja Rural-Seguros RGA | 58     |
| 2 | Alberto Contador   | Espagne | Tinkoff-Saxo           | 45     |
| 3 | Alejandro Valverde | Espagne | Movistar               | 40     |

### Classement du combiné
|   | Cycliste           | Pays        | Équipe       | Points |
| - | ------------------ | ----------- | ------------ | ------ |
| 1 | Alberto Contador   | Espagne     | Tinkoff-Saxo | 6      |
| 2 | Alejandro Valverde | Espagne     | Movistar     | 8      |
| 3 | Christopher Froome | Royaume-Uni | Sky          | 11     |

### Classements par équipes
|   | Équipe       | Pays    |    | Temps             |
| - | ------------ | ------- | -- | ----------------- |
| 1 | Katusha      | Russie  | en | 243 h 43 min 48 s |
| 2 | Movistar     | Espagne | +  | 39 min 09 s       |
| 3 | Tinkoff-Saxo | Russie  |    | 40 min 11 s       |

## Abandon
- Filippo Pozzato (Lampre-Merida) : non-partant
- Pieter Serry (Omega Pharma-Quick Step) : non-partant
- Dario Cataldo (Sky) : non-partant
- Daniil Fominykh (Astana) : abandon